# Turnover (Basketball)
Turnover bezeichnet im Basketball den Ballverlust der im Ballbesitz befindlichen Mannschaft. Keinen Eingang in die Wertung der Turnover haben Wurfversuche, solange sie ohne Regelüberschreitung stattfinden. Stattdessen werden technische Fehler wie Doppel-Dribbling (gleichzeitige Ballberührung mit beiden Händen bei fortgesetztem Dribbling), Schrittfehler (Laufen mit dem Ball ohne Dribbling), Schaufeln (Berührung des Balles an der Unterseite während des Dribblings) sowie Ballverlust durch Steal der gegnerischen Mannschaft, Fehlpass, Bewegung des Balles außerhalb der Spielfeldgrenzen inklusive Rückspiel, Offensiv-Fouls, Offensiv-Goaltending (regelwidrige Ring- oder Korbberührung bzw. -beeinflussung eines Angreifers beim Wurfversuch der eigenen Mannschaft) und Überschreitung jeweiliger Angriffszeiten (drei, fünf, acht und 24 Sekunden) gewertet.
Die Bestimmung, wem der Turnover angerechnet werden sollte, fällt zuweilen nicht leicht. Wenn der Passempfänger trotz Ballberührung den Ball nicht fangen kann, ist es besonders häufig der Fall, dass eine Feststellung der Verantwortlichkeit für den Turnover schwerfällt. Wenn der Statistiknehmer also bestimmt, dass der Pass hätte gefangen werden müssen, so wird der Turnover auch dem Passempfänger angelastet. In manchen Beispielen kann der Passgeber allerdings sogar den Turnover erhalten, wenn der Pass ankommt, aber sein Mitspieler aufgrund des Passes ins Aus tritt. Der Statistiknehmer muss erkennen, wie der Turnover ursprünglich entstanden ist. In dem angeführten Beispiel ist es der schlechte Pass, der den Ballverlust verursacht.
Folgende Beispiele werden dabei vom Basketball Statistics Manual der FIBA als eindeutig erachtet. Alle anderen Turnover, die nicht auf diese Standardsituation passen, unterliegen hinsichtlich der Verantwortlichkeit ihrer Entstehung der professionellen Einschätzung des Statistiknehmer.
Eindeutige Beispiele:
1. A5 dribbelt auf dem Spielfeld und wird regelkonform durch einen Gegenspieler vom Ball getrennt. (A5 erhält den Turnover)
2. A5 passt den Ball direkt ins Aus; es besteht keine Chance für den Empfänger A4 einzugreifen. (A5 erhält einen Passing-Turnover)
3. A5 spielt einen guten Pass, aber A4 lässt den Ball fallen, sodass B5 den Ball aufnehmen kann. (A4 erhält einen Ballhandling-Turnover, B5 erhält keinen Steal, wenn er den Ball nur aufheben muss und zum Fehlschlagen des Fangversuchs nicht positiv, aktiv beiträgt)
4. A5 begeht einen Regelverstoß (Schrittfehler, Doppel-Dribbling), welcher dazu führt, dass die gegnerische Mannschaft den Ball erhält. (Ein Regelverstoß-Turnover wird A5 angelastet)
5. A5 begeht einen Regelverstoß, während seine Mannschaft sich in der Offensive befindet, entweder durch Charging oder durch Verstöße abseits vom Ball. (Ein Turnover wird A5 zulasten gelegt)